# Larry James
George Lawrence »Larry« James, ameriški atlet, * 6. november 1947, Mount Pleasant, New York, ZDA, † 6. november 2008, Galloway Township, New York.
James je nastopil na Poletnih olimpijskih igra 1968 v Ciudad de Méxicu, kjer je osvojil naslov olimpijskega prvaka v štafeti 4x400 m in naslov olimpijskega podprvaka v teku na 400 m. 14. septembra 1968 je postavil svetovni rekord v teku na 400 m s časom 44,1 s. Rekord je veljal do olimpijskega finala 18. oktobra istega leta, ko je Lee Evans zmagal z novim svetovnim rekordom desetinko sekunde pred Jamesom.